# Oksana Szmaczkowa
Oksana Szmaczkowa (ros. Оксана Шмачкова, ur. 20 czerwca 1981 w Rayévskaya) – rosyjska piłkarka grająca na pozycji obrońcy, zawodniczka krasnoarmiejskiej Rossijanki i reprezentacji Rosji, uczestniczka Mistrzostw Europy 2001 i 2009, Mistrzostw Świata w 2003.